# Свети Атанасий (Палеос Пантелеймонас)
Вижте пояснителната страница за други значения на Свети Атанасий.
„Свети Атанасий“ (на гръцки: Αγίου Αθανασίου) е православна църква в село Палеос Пантелеймонас, Егейска Македония, Гърция, част от Китроската, Катеринска и Платамонска епархия. Църквата е строена в XVIII - XIX век. В архитектурно отношение представлява еднокорабен храм с нартекст на по-високо ниво, типичен пример за архитектурата на гробищните храмове от периода. В 2001 година храмът е обявен за защитен паметник на културата.